# Estelle Brody
Estelle Brody (15 de agosto de 1900 – 3 de junio de 1995) fue una actriz teatral y cinematográfica de origen estadounidense. Fue una de las principales estrellas del cine mudo británico de la segunda mitad de los años 1920, pero su carrera se arruinó a causa de diferentes decisiones erróneas. Desaparecida varios años de la vida pública, reapareció entre finales de los años 1940 y los 1960 interpretando pequeños papeles de reparto en producciones cinematográficas y televisivas.

## Biografía
Nacida en la ciudad de Nueva York, Estados Unidos, empezó su carrera como bailarina de vodevil. Tras trabajar un tiempo formando parte de una compañía itinerante en Estados Unidos, en los años 1920 se mudó a Inglaterra, donde encontró trabajo en el circuito de teatros del West End londinense. Aunque no tenía experiencia interpretativa previa, su vivacidad llamó la atención del director cinematográfico Thomas Bentley, que le ofreció un papel de reparto en su película de 1926 White Heat. Después consiguió el papel protagonista en el film de Maurice Elvey Mademoiselle from Armentieres, una historia desarrollada en Francia durante la Primera Guerra Mundial. Fue un gran éxito de público, exhibiéndose en los cines británicos durante varios meses, siendo el film más taquillero del país en el año 1926. A partir de ese momento, Brody fue considerada una nueva gran estrella por la prensa británica.  
En la época, existía un insatisfacción generalizada, tanto del público como de la crítica, ante lo que se consideraba una influencia excesiva de los Estados Unidos en la industria del cine de Gran Bretaña. Para soslayarlo, la publicidad afirmaba con falsedad que Brody era una ciudadana canadiense. Fue un hecho aceptado que persistió a lo largo de la carrera de la actriz.
Brody pasó el resto de la década protagonizando una serie de películas de calidad con las cuales consiguió, gracias a su naturalidad, el respaldo del público y la crítica. Suele considerarse su mejor actuación la que llevó a cabo en 1927 en Hindle Wakes, bajo la dirección de Elvey. Era la segunda versión de la famosa y controvertida obra teatral de Stanley Houghton, y se rodó con un gran presupuesto con exteriores en Manchester y Blackpool.
En 1929 Brody acababa de actuar en el film mudo Kitty, cuando el director Victor Saville decidió volver a rodar la segunda parte con sonido. Como el estudio no tenía instalaciones apropiadas, Brody y su compañero de reparto, John Stuart, viajaron a Nueva York, donde se rodaron escenas en los estudios de RKO Pictures, con Brody en la extraña situación de encontrarse en su ciudad natal pero alterando su acento para parecer una chica londinense. 
De vuelta al Reino Unido, Brody encontró a la industria del cine británica en estado de incertidumbre por la transición del cine mudo al sonoro. Los productores no consideraban válida su voz, lo cual incrementó su ansiedad ante la situación. Al no recibir ofertas de trabajo, tomó la decisión de intentar probar suerte en Hollywood, reconociendo más tarde que eso fue un gran error. No solo molestó a sus admiradores británicos, sino que una vez en Hollywood su estatus en el Reino Unido no tenía influencia alguna en los directores americanos. Las pocas ofertas que recibió no eran para los papeles que ella deseaba interpretar, y finalmente actuó únicamente como actriz de reparto en dos películas.
Desilusionada con su experiencia en Hollywood, Brody volvió a Inglaterra mediada la década de 1930, pero ya no intentó resucitar su carrera. Se casó con Robert Fenn, un agente que representaba a actores y compositores cinematográficos, y se centró en su vida privada, alejada del público. Finalmente volvió a la pantalla en 1949 con un papel menor en I Was a Male War Bride, y en la siguiente década hizo esporádicas actuaciones, siendo su última película Never Take Sweets from a Stranger (1960). También trabajó en algunas producciones televisivas en las décadas de 1950 y 1960.
En 1969 Brody y Fenn se asentaron en Malta, donde pasaron el resto de sus vidas. Estelle Brody falleció en La Valeta, Malta, en 1995, a los 94 años de edad. Fue enterrada en el Cementerio de San Jorge, en Naxxar.

## Filmografía
- Mademoiselle from Armentieres (1926)
- White Heat (1926)
- The Glad Eye (1927)
- Hindle Wakes (1927)
- The Flight Commander (1927)
- The Marriage Business (1927)
- Sailors Don't Care (1928)
- Mademoiselle Parley Voo (1928)
- Weekend Wives (1929)
- Kitty (1929)
- The Plaything (1929)
- A Broadway Romeo (1931)
- Ann Vickers (1933)
- I Was a Male War Bride (1949)
- They Were Not Divided (1950)
- Lilli Marlene (1950)
- Finishing School (1953)
- Safari (1956)
- The Story of Esther Costello (1957)
- Breakout (1959)
- Never Take Sweets from a Stranger (1960)